# Centrallåsesystem
Et centrallåsesystem er et system, som kan låse en hel bil op eller i samtidigt.
De fleste biler er i dag standardudstyret med det, mens det til de allerbilligste normalt kan leveres som ekstraudstyr.
Tidligere systemer kunne kun åbne for- og bagdørene, mens nyere systemer også oplåser tankdæksel og bagklap.
Systemet aktiveres udefra enten ved hjælp af nøglen i låsen i en af fordørene eller med en fjernbetjening, mens det indefra kan aktiveres enten med den normale låseknap øverst på døren, eller med en særlig tast anbragt i instrumentbrættet eller på førerdøren.
Den nyeste udvikling er det såkaldte "nøglefrie" system, som tilbydes som ekstraudstyr til flere og flere biler, som betyder, at man blot skal have bilnøglen i lommen eller tasken, hvorefter bilen automatisk låses op, når føreren nærmer sig bilen.